# アザマト・ビティエフ
アザマト・ビティエフ（Azamat Bitiev、1991年9月2日 - ）は、エニセイSTMに所属するラグビーユニオン選手。

## プロフィール
- ロシア・北オセチア共和国セロ・カムビレエフスコエ出身。
- ポジションはプロップ(PR)。
- 身長 182cm、体重 108kg
- ロシア代表キャップは24（2021年9月現在）でラグビーワールドカップ2019のロシア代表に選ばれた[1]。

## 略歴
クラスノヤルスクを経て、2020年、エニセイSTMに加入。